# Chmod
chmod, que significa "cambiar modo" (del inglés: "change mode"), es un comando asociado con el sistema operativo UNIX (estandarizados en POSIX y otros estándares) que permite la asignación de permisos de acceso a carpetas o directorios.

## Sintaxis

### Comando
Las opciones del comando chmod se especifica del siguiente modo:
```
 
$
 
chmod
 
[
modificadores
]
 
permisos
 
fichero/directorio

```

Donde:
modificadores es opcional, y puede tomar los valores:
- -f: no visualiza los posibles mensajes de error que puedan ocurrir debido a conflictos en la asignación de permisos.
- -v: lista los ficheros y directorios a los que se les va aplicando el comando a medida que el mismo se ejecuta
- -h:
- -R: aplica el comando chmod recursivamente a todos los ficheros y de los subdirectorios.
- -H:
- -L:
- -P:
- -c: igual a -v con excepción que solo lista los ficheros modificados.
- -E:

El orden y compatibilidad de los modificadores está dada por:
```
[-fhv] [-R [-H | -L | -P]] [-c | -E]
```

Esto significa que f, h y v pueden ser usados todos a la vez, e independientemente de los valores de los demás modificadores; H, L y P son ignorados salvo que se especifique explícitamente la opción R
permisos corresponde a uno de los modos que se describen a continuación, y enumera los tipos de permisos que se brindan a las clases de usuarios.
fichero/directorio fichero o directorio al cual se otorga el permiso

### Llamada al sistema
Ejemplo en lenguaje de programación C:
```
int
 
chmod
(
const
 
char
 
*
path
,
 
mode_t
 
mode
);

int
 
fchmod
(
int
 
fd
,
 
mode_t
 
mode
);

```

mode es un número entero que específica los permisos, como se detallará en el siguiente ejemplo

## Especificación de permisos

### Permisos básicos
Existen tres permisos independientes, llamados permisos básicos, que pueden ser permitidos (estado 1) o denegados (estado 0) a un fichero y/o directorio
- r - lectura
- w - escritura
- x - ejecución

El significado de estos tres permisos se resume en la siguiente tabla:
| Permiso   | Fichero                          | Directorio |
| --------- | -------------------------------- | --- |
| Lectura   | Ver el contenido del fichero.    | Ver el nombre de los ficheros dentro del directorio (pero sin poder saber nada más sobre ellos como: el tipo de archivo, tamaño, propietario, permisos, etc. ) |
| Escritura | Modificar o eliminar el fichero. | Agregar, eliminar y renombrar ficheros del directorio |
| Ejecución | Ejecutar el fichero.             | Recorrer su árbol para acceder ficheros y subdirectorios, pero no ver los ficheros dentro del directorio (excepto que se le dé el permiso de lectura)          |

### Clases de usuarios
Los permisos de sistemas UNIX se dividen en cuatro clases, conocidas como usuario, grupo, otros y todos (con frecuencia abreviado UGOA por sus siglas en inglés).
Por lo tanto, las clases de usuarios a los cuales se les puede asignar los permisos básicos anteriormente mencionados son:
- u – usuario: dueño del fichero o directorio
- g – grupo: grupo al que pertenece el fichero
- o – otros: todos los demás usuarios que no son el dueño ni del grupo
- a – todos: incluye al dueño, al grupo y a otros

Los permisos efectivos aplicados a un determinado usuario en relación con un fichero se determinan en un orden lógico de precedencia. Por ejemplo, el usuario propietario del fichero tendrá los permisos efectivos dados a la clase de usuario, sin importar los asignados a la clase de grupo o a la clase de otros.

## Asignación de permisos en el comando chmod
Existen 2 formas o modos de asignar los permisos a los usuarios:

### Modo octal
Como resultado de la combinación de los tres tipos de permisos (lectura, escritura y ejecución), con las tres clases de usuarios (dueño, grupo y otros), se obtiene {\displaystyle 2^{3}=8} permisos en total que pueden ser asignados o denegados de forma independiente. 
La base 8 se utiliza habitualmente para que exista un dígito por cada combinación de permisos (un bit a modo de bandera por cada permiso, con valor 1 o 0 según el permiso esté concedido o denegado). 
Así, las posibles combinaciones se resumen en números octales de tres dígitos del 000 al 777, cada uno de los cuales permite establecer un tipo de permiso distinto a cada clase de usuario:
- El primer dígito establece el tipo de permiso deseado al dueño; el segundo al grupo; y el tercero al resto de los usuarios.

| Número | Binario | Lectura (r) | Escritura (w) | Ejecución (x) |
| ------ | ------- | ----------- | ------------- | ------------- |
| 0      | 000     |             |               |               |
| 1      | 001     |             |               |               |
| 2      | 010     |             |               |               |
| 3      | 011     |             |               |               |
| 4      | 100     |             |               |               |
| 5      | 101     |             |               |               |
| 6      | 110     |             |               |               |
| 7      | 111     |             |               |               |

Por ejemplo:
```
chmod
 
766
 
file.txt
   
# brinda acceso total al dueño

                     
# y lectura y escritura a los demás

chmod
 
770
 
file.txt
   
# brinda acceso total al dueño y al grupo

                     
# y elimina todos los permisos a los demás usuarios

chmod
 
635
 
file.txt
   
# Permite lectura y escritura al dueño, 

                     
# escritura y ejecución al grupo,

                     
# y lectura y ejecución al resto

```

### Modo carácter
Posee 3 modificadores que permiten realizar la tarea:
- "+" – añade un modo
- "–" – elimina un modo
- "=" – específica un modo (sobrescribiendo el modo anterior)

Por ejemplo:
```
chmod
 
+r
 
arch.txt
        
# agrega permisos de lectura a todos los

                         
# usuarios(solo a algunos elegidos previamente)

chmod
 
u+w
 
arch.txt
       
# agrega permisos de escritura al dueño

chmod
 
–x
 
arch.txt
        
# elimina el permiso de ejecución a todos

                         
# los usuarios

chmod
 
u
=
rw,go
=
 
arch.txt
  
# establece los permisos de lectura y escritura

                         
# al dueño y elimina todos los permisos a

                         
# los demás usuarios

```

## Permisos adicionales
Los sistemas UNIX emplean típicamente tres permisos o modos adicionales. Estos permisos especiales se asignan a ficheros o directorios en conjunto, no a cada clase de forma separada (como sucedía con los permisos básicos).
- Permiso set user ID, setuid o SUID: cuando un fichero que tiene este permiso asignado se ejecuta, el proceso resultante asumirá el identificador de usuario efectivo dado a la clase de usuario. El ejemplo típico es el cambio de una clave de usuario: ningún usuario debería poder modificar /etc/passwd/ directamente. La única forma de poder modificarlo debería ser a través del comando correspondiente, que necesariamente tendrá que tener asignado el setuid. Es decir, el comando /usr/bin/passwd ejecutado por un usuario se ejecutará como si lo hubiese invocado el superusuario, para que pueda modificar /etc/passwd.

- Permiso set group ID, setgid o SGID: cuando un fichero que tiene este permiso asignado se ejecuta, el proceso resultante asumirá el identificador de grupo efectivo dado a la clase de grupo. Cuando el setgid le es asignado a un directorio, ficheros nuevos y directorios creados debajo de ese directorio heredarán el grupo de ese directorio, a diferencia del comportamiento por defecto, que es usar el grupo primario del usuario efectivo al asignar el grupo de ficheros nuevos y directorios.

- Permiso de sticky bit (o menos común, bit pegadizo): El comportamiento típico del sticky bit en ficheros ejecutables fuerza al núcleo a retener la imagen del proceso resultante luego de su terminación. Originalmente, esta era una característica para ahorrar memoria, pero hoy en día, los precios de las memorias han disminuido y existen mejores técnicas para manejarlo, así que no se lo suele utilizar más para optimizaciones en ficheros. En un directorio, por el contrario, el sticky bit (llamado también "Restricted Deletion Flag" o "Bandera de restricción de borrado") previene que los usuarios renombren, muevan o borren los ficheros que allí se encuentran, pertenecientes a usuarios otros que ellos mismos, incluso si tienen permiso de escritura en el directorio. Solo el propietario del directorio y el superusuario quedan exentos de esto.

Estos tres permisos (especificables de forma independiente), un bit por cada uno de ellos, permiten 8 combinaciones posibles que se expresan con un dígito en base 8 (del 0 al 7, uno por cada combinación posible) que se antepone al modo de permisos. Así, el modo se ampliaría ahora del 0000 al 7777.
Por ejemplo:
```
 
chmod
 
+t
 
/home
           
# agrega permisos de sticky bit al directorio home

 
chmod
 
g+s
 
/home/grupo
    
# agrega el setgid al grupo

 
chmod
 
gu+s
 
/home/grupo
  
# agrega el setuid y el setgid al usuario y al grupo respectivamente

```